# Almost Classical
Almost Classical is een gemengd muziekalbum van Rick Wakeman. De compact disc bevat zowel studio- als liveopnamen en maakt onderdeel uit van de Treasure Chest Box. Het zijn opnamen die Wakeman gedurende zijn loopbaan tot 2002 heeft gemaakt en die lange tijd op de plank waren blijven liggen in verband met de matige geluidskwaliteit. In 2002 waren de technieken om oude opnamen "op te poetsen" zo ver gevorderd dat een aantal toch voor release geschikt gemaakt kon worden. Echter vele andere waren dermate slecht of vergaan dat verbeteren er niet (meer) in zat; ze verdwenen naar de prullenmand. De muziek bestaat grotendeels uit Wakeman achter de piano, die quasi klassieke muziek speelt.

## Tracklist
| Nr. | Titel                                                                           | Duur  |
| --- | ------------------------------------------------------------------------------- | ----- |
| 1.  | Sophie for Joy (opgedragen aan Jemma Wakeman)                                   | 11:20 |
| 2.  | Merlin the Magician (eerste opzet)                                              | 7:15  |
| 3.  | The Nursery Rhyme Concerto (Engelse volksdeuntjes in klassieke stijl)           | 4:50  |
| 4.  | The Swiss Suite (La Baumaz, Les monts de Corsier, Lac le Mans, Canton Doe Vaud) | 16:50 |
| 5.  | The Barber of Wigan (met Ashley Holt en Ramon Remedios)                         | 20:00 |

Cd 1 = The Real Lisztomania ·
Cd 2 = The Oscar Concert ·
Cd 3 = The Missing Half ·
Cd 4 = Almost Classical ·
Cd 5 = The Mixture ·
Cd 6 = Medium Rare ·
Cd 7 = Journey to the Centre of the Earth plus ·
Cd 8 = Stories